# Almindelig kiwi
Almindelig Kiwi (Actinidia chinensis) er en slyngplante, der oprindeligt stammer fra Kina.